# Rexcell
Rexcell, eller RexCell Tissue & Airlaid AB, är ett svenskt industriföretag som tillverkar mjukpapper i Skåpafors och tidigare även i Dals Långed i Dalsland. Företaget bildades 2004 genom avknoppning och är ett fristående helägt bolag till Duni AB.

## Historik
Företagets historia går tillbaka till 1874 då lokalbefolkningen i Gustavsfors startar en produktion av massa och papper. Produktionen flyttades senare till Skåpafors där företaget än idag är beläget. Företagets genombrott kom först 1954 i och med att företaget introducerade världens första mjuka färgservett.
Produktionen i Dals Långed upphörde under 2015, och fabriken lades i malpåse.
Från och med 2023 så är det återigen verksamhet i dessa lokaler, ett projekt som heter Open Wood openwood.se/omoss som vill vara en mötesplats för utforskande och designdrivna projekt med fokus på trä. De finns till för att underlätta omställningen till en hållbar och cirkulär möbel- och inredningsbransch i Sverige. Det handlar om att ta vad som finns i regionen från träindustrin och skogen för att använda till att skapa nya produkter, det här är hur de själva beskriver det, detta är en forsknings- och utvecklingsresurs för den svenska möbel- och inredningsbranschen. En mötesplats för utforskande och designdrivna projekt som bidrar till branschens omställning till en hållbar, grön och cirkulär produktion och konsumtion.
Lokalen används också för musikevent och nästa tillfälle är den 16 september 2023. Då bjuder eventet BRUK in flera svenska jazzmusiker (återstår att fastställa schemat så kan inte skriva ut det än) och dagen bjuder på upplevelser för både ung och gammal. Denna dag arrangerar också Studio Växt en byafest i Dals Långed. Där kommer alla i samhället som vill kunna skapa aktiviteter kring vad de vill visa upp, en samskapande dag med en musikalisk afton för invånarna i samhället och med invånarna - TILLSAMMANS! Välkommen till Dals Långed på en spännande dag och kväll.